# Rokytov pri Humennom
Rokytov pri Humennom – wieś (obec) na Słowacji położona w kraju preszowskim, w powiecie Humenné. Pierwsze wzmianki o miejscowości pochodzą z roku 1463.
Według danych z dnia 31 grudnia 2012, wieś zamieszkiwało 310 osób, w tym 158 kobiet i 152 mężczyzn.
W 2001 roku rozkład populacji względem narodowości i przynależności etnicznej wyglądał następująco:
- Słowacy – 73,75%
- Czesi – 0,29%
- Rusini – 14,75%
- Ukraińcy – 8,85%

Ze względu na wyznawaną religię struktura mieszkańców kształtowała się w 2001 roku następująco:
- Katolicy rzymscy – 10,91%
- Grekokatolicy – 80,83%
- Ewangelicy – 0,29%
- Prawosławni – 2,06%
- Ateiści – 3,24%
- Nie podano – 2,65%